# بزازستان لاریسا

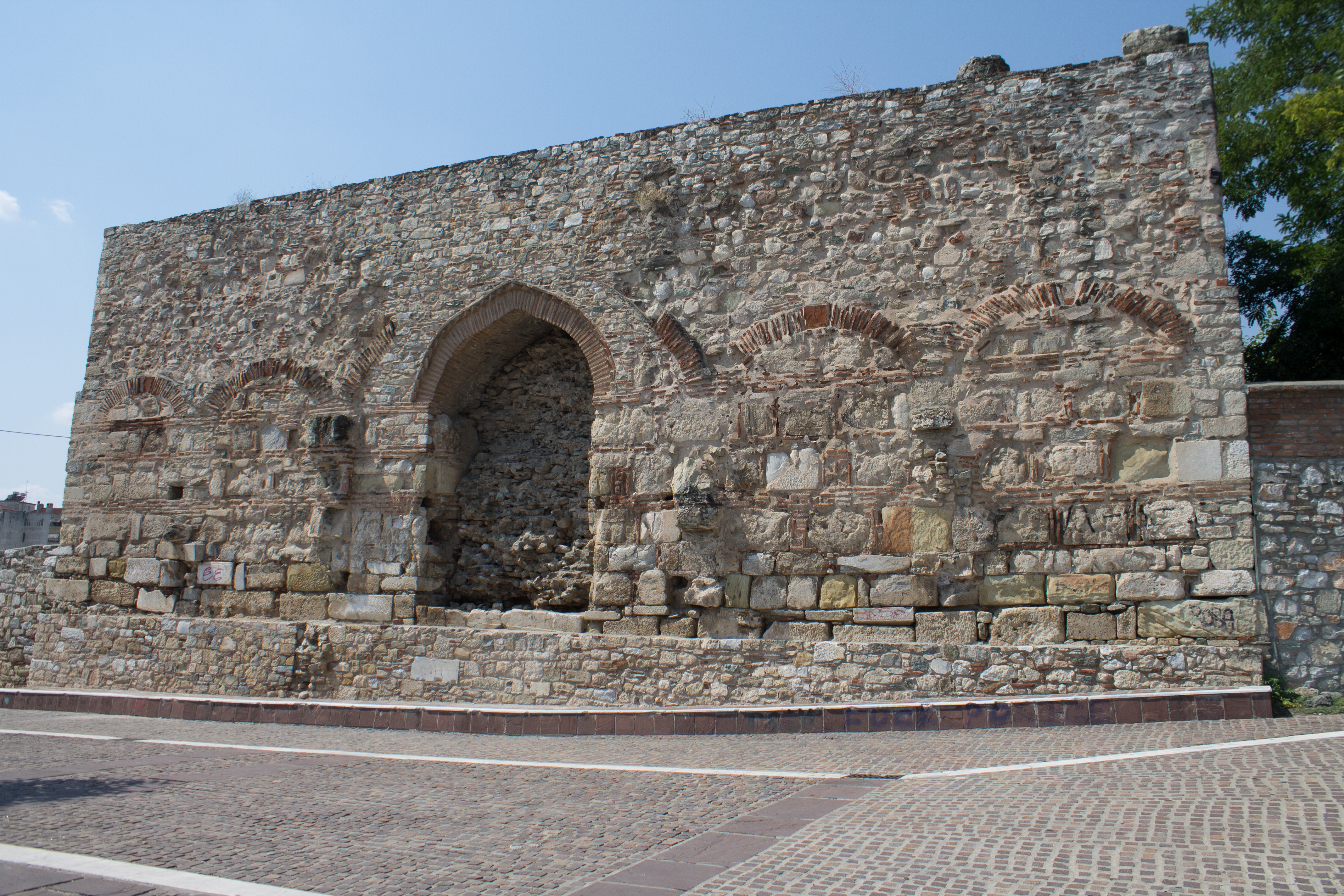
نمای بیرونی بزازستان لاریسا (۲۰۱۶ میلادی).

بَزّازستان لاریسا (یونانی: μπεζεστένι) یکی از بازارچه‌های دوره عثمانی است در شهر لاریسا در یونان. این بازارچه از نوع بزازستان و محل پارچه‌فروشی و بزازها بوده است.